# Lycosa palliata
Lycosa palliata este o specie de păianjeni din genul Lycosa, familia Lycosidae, descrisă de Roewer, 1960. Conform Catalogue of Life specia Lycosa palliata nu are subspecii cunoscute.